# Teufelskapelle
Die Teufelskapelle ist eine größere Felsformation an den Westhängen des Estergebirges, westlich unterhalb des Archtalgrates zwischen Zundereck und Archtalkopf.
Ein Teil der Formation wird durch einen freistehenden Turm und einen kurzen geraden Grat gebildet und erinnert von Süden an ein Kirchenschiff.
Südlich der Formation verläuft der sogenannte Martinisteig, der direkte Zugang zur 'Kapelle' ist aber weglos. Der Turm mit Kreuz ist nur kletternd zu besteigen.

## Galerie

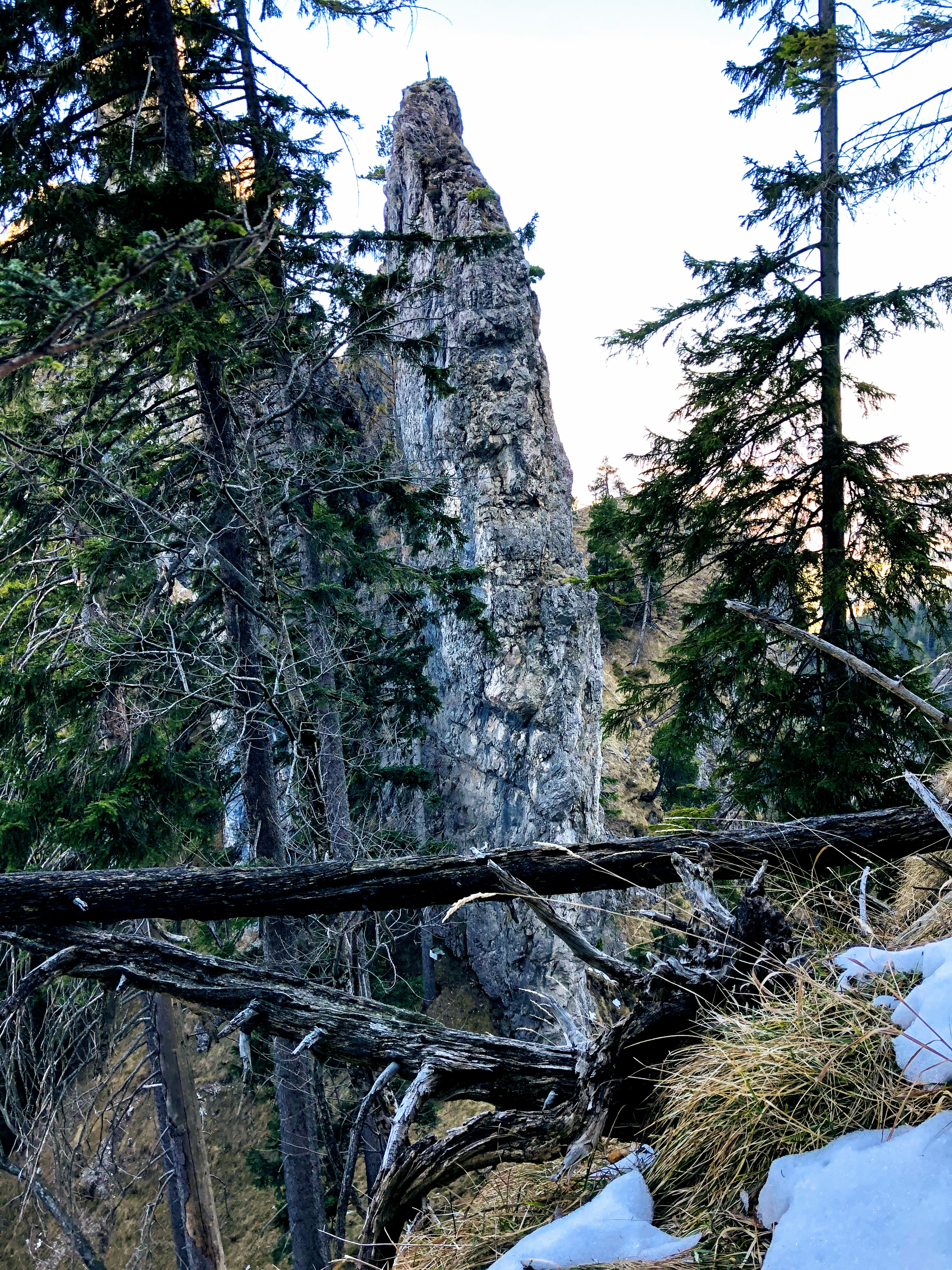
Turm
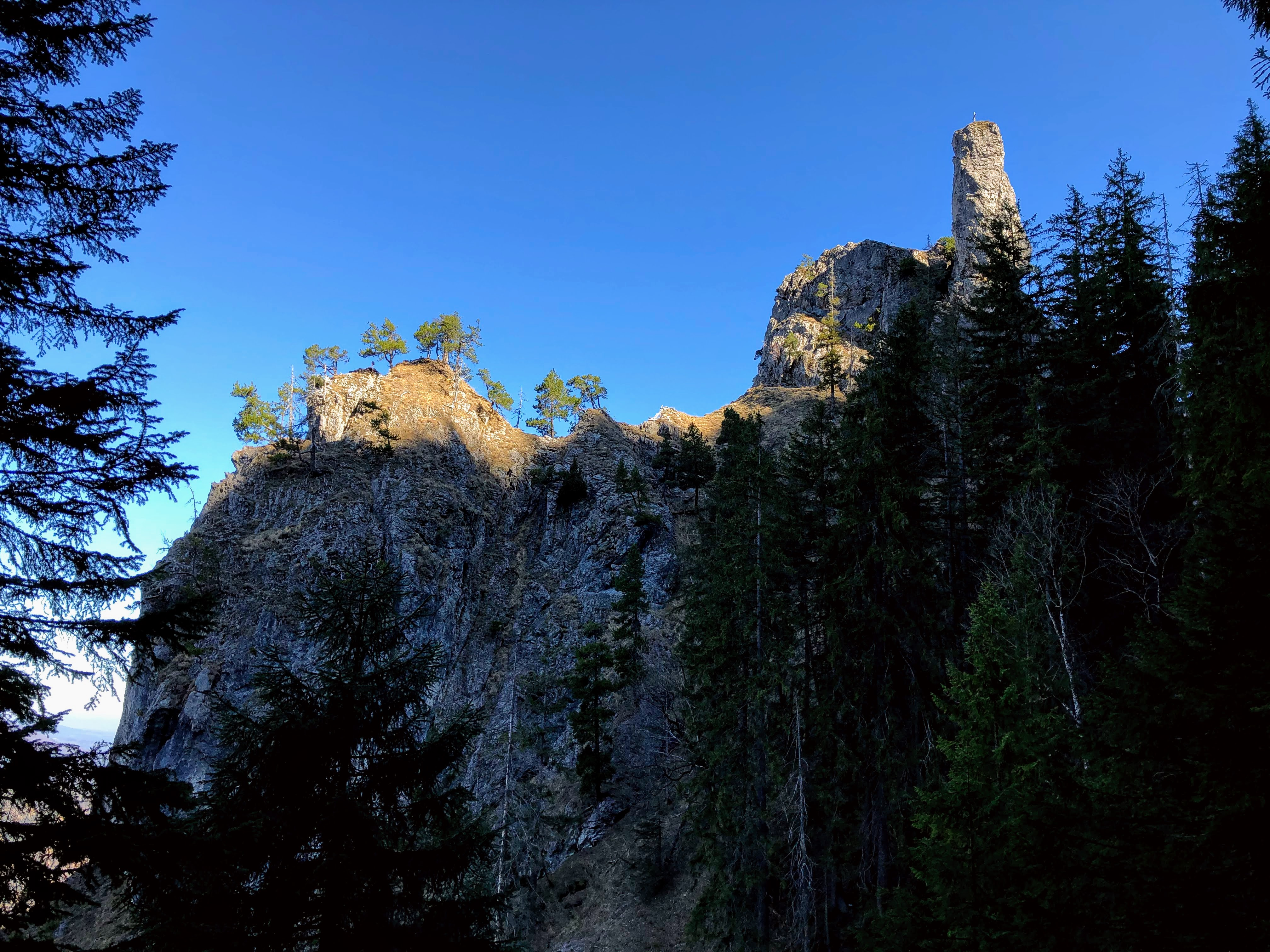
Gesamter Grat